# Son and Daughter
Son and Daughter è una canzone del gruppo musicale britannico Queen, ottava traccia del loro primo album, Queen, e b-side del loro singolo di debutto, Keep Yourself Alive.
Son and Daughter - molto indicativo del primo sound dei Queen, influenzato dal rock e dall'heavy metal - venne scritta dal chitarrista Brian May nel 1972, e ha fatto stabilmente parte della scaletta live dei Queen fino al 1975.
In origine il brano conteneva un famoso assolo di chitarra suonato da Brian May e presente in entrambe le versioni live registrate il 25 luglio e 3 dicembre 1973 presso gli studi della BBC (seconda e terza sessione al "Langham 1 Studio").
Nella versione contenuta nell'album, invece, l'assolo non è presente, portando la durata della traccia a soli 3 min : 21 s.
L'assolo di chitarra venne propriamente registrato solo nel 1974, per essere inserito nella traccia Brighton Rock dell'album Sheer Heart Attack. Fino a quel momento - e anche in seguito, in alcune occasioni - l'assolo venne eseguito durante i concerti dopo la metà di Son and Daughter, per concedere al resto della band un po' di riposo o il tempo per il cambio dei costumi.
Le incisioni della terza sessione alla BBC vennero pubblicate ufficialmente nel 1989, assieme a quelle della prima sessione (5 febbraio), con il titolo Queen at the Beeb. La traccia di chiusura di questo album è Son and Daughter, completa di assolo di chitarra e lunga oltre sette minuti. Poiché questa versione era stata inizialmente registrata per la trasmissione in radio, Mercury si auto censurò cantando "buckle down and a-shovel it!" al posto dell'originale "shovel shit!". Nelle registrazioni della seconda sessione, mai pubblicate, lo stesso verso diventa "shovel shhhhh...".
Diversamente dagli altri brani dei primi Queen - come Liar, Keep Yourself Alive, Seven Seas of Rhye e In the Laps of the Gods... Revisited - che tornarono in scaletta nei live dal 1984 al 1986, Son and Daughter ne rimase fuori.